# Park Seo-joon
Park Seo-jun (en hangul, 박서준; Seúl, 16 de diciembre de 1988) es un actor surcoreano.

## Biografía
Estudió en el Kyungpook National University, Daegu, Corea del Sur.
En 2008 con sólo 19 años comenzó su servicio militar obligatorio, el cual finalizó en 2010.
Es muy buen amigo del actor Choi Woo-shik, Park Hyung-sik, el cantante V (del grupo BTS) y del cantante Peakboy. También es amigo del futbolista surcoreano Son Heung-min.
El 24 de febrero de 2022, su agencia Awesome ENT anunció que había dado positivo para COVID-19 el 19 de febrero luego de realizarse una prueba PCR, por lo que había detenido todas las actividades que tenía programadas y estaba en cuarentena y tomando las medidas necesarias de acuerdo a las pautas establecidas por las autoridades de salud. También anunciaron que actualmente se encontraba en etapa de recuperación y no presentaba síntomas especiales.

## Carrera
En julio del 2018 se anunció que había firmado con la agencia Awesome Entertainment (어썸이엔티). Previamente fue miembro de la agencia de actores "KeyEast".
En mayo de 2021 celebró 10 años desde su debut como actor.
Realizó su debut en el entretenimiento al aparecer en el video musical «I Remember» de Bang Yong Guk en el año 2011. Además, ha obtenido roles importantes en algunas series de televisión tales como: Dream High 2 (2012), Pots of Gold (2013), Witch's Love (2014), Kill Me, Heal Me (2015), y protagonizó el drama She Was Pretty (2015).
Fue el conductor del programa musical Music Bank desde octubre de 2013 hasta abril de 2015.
El 27 de febrero de 2018 se anunció que se había unido al elenco principal de la serie basada en el webtoon What’s Wrong with Secretary Kim (también conocida como "Why Secretary Kim"), donde dio vida al atractivo pero narcisista Lee Young-joon, del 6 de junio del 2018 hasta el final de la serie el 26 de julio del mismo año. Su interpretación fue muy bien recibida, así como la química que mostró con la actriz Park Min-young.
En marzo del mismo año realizó una aparición especial en la película Be with You, donde interpretó a Ji-ho, el hijo de Woo-jin y Soo-ah, de adulto.
En abril del mismo año se anunció que había sido elegido para modelar la marca de soju "Chamiseul".
El 31 de julio del 2019 apareció en la película The Divine Fury (previamente conocida como "Lion"), donde dio vida a Yong-hoo, un luchador campeón que sufre cicatrices emocionales por haber perdido a su padre en un trágico accidente a una edad temprana.
El 31 de enero del 2020 se unió al elenco principal de la serie Itaewon Class, donde dio vida a Park Sae-ro-yi, un hombre que no acepta la injusticia y que se apresura a tomarla por su propia mano, pero que también alberga ira después de la muerte de su padre, hasta el final de la serie el 21 de marzo del mismo año.
Ese mismo año se unirá al elenco principal de la película Dream, donde interpretó a Yoon Hong-dae, un jugador de fútbol que es puesto en libertad condicional disciplinaria después de ser atrapado en un incidente inesperado. La película comenzó las filmaciones en el 2020.
El 5 de octubre del mismo año realizó una aparición especial en el noveno episodio de la serie Record of Youth, donde dio vida a Song Min-soo, un actor top.
En marzo de 2021 participó junto a "World Wide Fund for Nature (WWF)" para alentar a todos a participar en "Earth Hour", un evento simbólico que tiene como objetivo llamar la atención sobre la gravedad de la crisis climática, animando a las personas de todo el mundo a apagar sus luces durante una hora para mostrar su apoyo al planeta.
El 27 de enero de 2022 se confirmó que se había unido al elenco principal de la serie El monstruo de la vieja Seúl, donde interpretará a Jang Tae-sang, un hombre rico de Bukchon que más que estar interesado en la justicia, la realidad actual de su vida es lo más importante para él.
En 2023, aparece en la secuela de Captain Marvel (2019), The Marvels del Universo cinematográfico de Marvel, en el programa de entretenimiento Seo Jin’s junto a V de BTS y el actor Choi Woo Sik, en las películas Dream y Concrete Utopia, y en la mencionada serie de Netflix El monstruo de la vieja Seúl junto a Han So Hee. Además ha estado participando activamente en la serie de programas de variedades Youn’s Kitchen, tanto en la segunda temporada como en Youn’s Stay y este año en Seok Jin’s, demostrando grandes habilidades culinarias, además de ser ascendido a gerente del local, como líder de cocina y enfocándose en la nutrición de los jóvenes.

## Filmografía

### Series de televisión
| Año       | Título                           | Personaje                      | Canal   | Notas                        | Ref.          |
| --------- | -------------------------------- | ------------------------------ | ------- | ---------------------------- | ------------- |
| 2012      | Dream High 2                     | Si-woo                         | KBS2    | 16 episodios                 |               |
| 2012      | Shut Up Family                   | Cha Seo-joon                   | KBS2    | 120 episodios                |               |
| 2013      | Pots of Gold                     | Park Hyun-tae                  | MBC     |                              |               |
| 2013      | Drama Festival "Sleeping Witch"  | Kim Him-chan                   | MBC     |                              |               |
| 2013      | One Warm Word                    | Song Min-soo                   | SBS     |                              |               |
| 2014      | A Witch's Love                   | Yoon Dong-ha                   | tvN     | 16 episodios                 |               |
| 2014      | Mama                             | Han Geu-roo (adulto)           | MBC     |                              | [ 33 ]        |
| 2015      | Kill Me, Heal Me                 | Oh Ri-on                       | MBC     | 20 episodios                 |               |
| 2015      | She Was Pretty                   | Ji Sung-joon                   | MBC     | 16 episodios                 |               |
| 2016      | Hwarang: The Poet Warrior Youth  | Moo Myung                      | KBS2    | 20 episodios                 |               |
| 2017      | Fight For My Way                 | Ko Dong-man                    | KBS2    | 16 episodios                 |               |
| 2018      | What's Wrong With Secretary Kim? | Lee Young-joon / Lee Sung-hyun | tvN     | 16 episodios                 |               |
| 2020      | Itaewon Class                    | Park Saeroyi                   | jTBC    | 16 episodios                 |               |
| 2020      | Record of Youth                  | Song Min-soo                   | tvN     | Aparición especial, ep. 9-10 | [ 34 ] [ 35 ] |
| 2023 2024 | El monstruo de la vieja Seúl     | Jang Tae-sang                  | Netflix |                              | [ 36 ] [ 37 ] |

### Películas
| Año  | Título                 | Personaje                 | Notas | Ref.                 |
| ---- | ---------------------- | ------------------------- | ----- | -------------------- |
| 2011 | Perfect Game           | Chil Goo                  |       |                      |
| 2015 | The Chronicles of Evil | Cha Dong Jae              |       | [ 38 ]               |
| 2015 | The Beauty Inside      | Woo Jin                   |       | [ 39 ]               |
| 2017 | Real                   | Guardaespaldas disfrazado |       |                      |
| 2017 | Midnight Runners       | Ki-joon                   |       |                      |
| 2018 | Be with You            | Ji-ho                     |       |                      |
| 2019 | The Divine Fury        | Yong-hoo                  |       | [ 40 ]               |
| 2019 | Parasite               | Tutor                     | Cameo | [ 41 ]               |
| 2020 | Dream                  | Yoon Hong-dae             |       | [ 42 ] [ 43 ]        |
| 2023 | Concrete Utopia        | Min-sung                  |       | [ 44 ] [ 45 ] [ 46 ] |
| 2023 | The Marvels            | Príncipe Yan              |       | [ 30 ]               |

### Programas de televisión

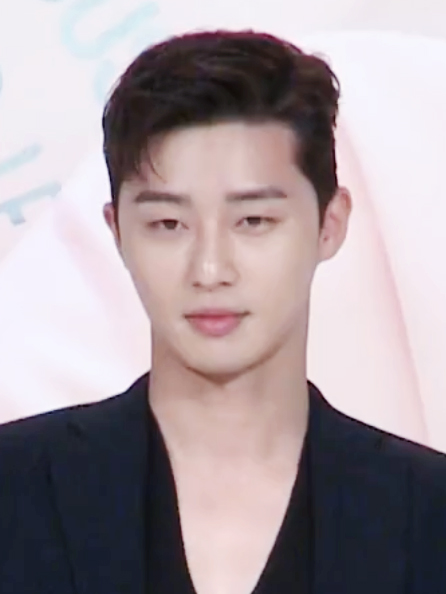
Park Seo-joon en mayo de 2017.

| Año                    | Título                           | Notas                                                        | Ref.          |
| ---------------------- | -------------------------------- | ------------------------------------------------------------ | ------------- |
| 2016                   | 2 Days & 1 Night                 | 2 episodios - (Ep. 475 - 476) - invitado                     | [ 47 ] [ 48 ] |
| 2017, 2016, 2015, 2014 | Running Man                      | 6 episodios - (Ep. 362, 295, 246, 263, 184 y 198) - invitado |               |
| 2018                   | Youn's Kitchen                   | 11 episodios - miembro                                       |               |
| 2019                   | Sonsational                      | miembro                                                      | [ 54 ]        |
| 2019                   | Three Meals A Day                | invitado                                                     | [ 55 ]        |
| 2022                   | Young Actors' Retreat (Youth MT) | miembro                                                      |               |
| 2023                   | Jinny's Kitchen                  | miembro del equipo                                           | [ 56 ]        |

### Presentador
| Año       | Título                                   | Canal   | Nota                     |
| --------- | ---------------------------------------- | ------- | ------------------------ |
| 2020      | 2020 Mnet Asian Music Awards (2020 MAMA) |         | presentador de categoría |
| 2019      | Melon Music Awards 2019                  |         | [ 58 ]                   |
| 2013-2015 | Music Bank                               | KBS 2TV | Conductor                |
| 2014      | SBS Drama Awards                         | SBS     | Conductor                |

### Radio
| Año  | Programa                  | Canal        | Nota     |
| ---- | ------------------------- | ------------ | -------- |
| 2019 | Park Sun Young’s CineTown | SBS Power FM | invitado |

### Anuncios y Endorsos
| Año           | Marca                   | Notas                              |
| ------------- | ----------------------- | ---------------------------------- |
| 2019-presente | TirTir Moist Milkskin   | [ 60 ]                             |
| 2019-presente | Condition Drink         |                                    |
| 2018-presente | Domino’s Pizza          | junto a Na Eun                     |
| 2018-presente | Gong Cha Korea          | [ 62 ] [ 63 ]                      |
| 2018          | 제일제당 - 비비고육개장 | junto a Kim Byeong-ok              |
| 2018          | Montblanc               | [ 64 ]                             |
| 2018          | "Chamiseul"             | junto a IU                         |
| 2016          | Sperry Korea            | (zapatos) - junto a Kim Yong-ji    |
| 2014-2015     | UNIONBAY                | junto a Lee Hyun-woo y Kim So-hyun |

### Aparición en videos musicales
| Año  | Artista(s)                       | Canción                     | Notas                                                             |
| ---- | -------------------------------- | --------------------------- | ----------------------------------------------------------------- |
| 2021 | Peakboy                          | «Overseas Korean Hairstyle» | aparición junto a Park Hyung-sik, V, Choi Woo-shik y Han Hyun-min |
| 2014 | The One                          | «One Two Three Four»        |                                                                   |
| 2011 | Bang Yong-guk feat. Yang Yo-seob | «I Remember»                |                                                                   |

### Eventos
| Año  | Título                                                         | Notas                                                    |
| ---- | -------------------------------------------------------------- | -------------------------------------------------------- |
| 2021 | Choi Woo-shik Online Fan Meeting - "A Midsummer Night’s Dream" | aparición especial - junto a Park Hyung-sik, V y Peakboy |
| 2019 | 17th Asiana International Short Film Festival                  | juez especial                                            |

### Revistas / sesiones fotográficas
| Año  | Título                | Notas                             |
| ---- | --------------------- | --------------------------------- |
| 2021 | W Korea               | (publicación de julio)            |
| 2020 | ELLE Korea Magazine   | [ 70 ]                            |
| 2019 | Harper's Bazaar Korea | junto a Ahn Sung-ki y Woo Do-hwan |

## Apoyo a caridad
El 15 de noviembre de 2019 asistió a un evento de donación organizado por Shinsung Tongsan, una empresa que lleva una serie de marcas de moda nacionales.

## Discografía

### Colaboración en bandas sonoras
- 2012: «New Dreaming» - Dueto con JB, para el BSO de Dream High 2.
- 2014: «Come into My Heart» - Para el BSO de A Witch's Romance.
- 2015: «Letting You Go» - Para el BSO de Kill Me, Heal Me.
- 2015: «Long Way» - Para el BSO de She Was Pretty.[72]
- 2017:《Our Tears》Para el BSO de "Hwarang"

## Premios y nominaciones
| Año  | Premio                                      | Categoría                                                | Trabajo Nominado                 | Resultado |
| ---- | ------------------------------------------- | -------------------------------------------------------- | -------------------------------- | --------- |
| 2013 | 6th Korea Drama Awards                      | Mejor nuevo actor                                        | Pots of Gold                     | Ganó      |
| 2013 | 2nd APAN Star Awards                        | Mejor nuevo Actor                                        | Pots of Gold                     | Nominado  |
| 2013 | MBC Drama Awards                            | Mejor nuevo actor                                        | Pots of Gold                     | Nominado  |
| 2013 | MBC Drama Awards                            | Mejor pareja con Baek Jin Hee                            | Pots of Gold                     | Nominado  |
| 2014 | 50th Baeksang Arts Awards                   | Mejor nuevo actor de TV                                  | One Warm Word                    | Nominado  |
| 2014 | 7th Herald Donga Lifestyle Awards           | Mejor estilo del año                                     | Él mismo                         | Ganó      |
| 2014 | SBS Drama Awards                            | Premio a nueva estrella                                  | One Warm Word                    | Ganó      |
| 2014 | SBS Drama Awards                            | Mejor pareja con Han Groo                                | One Warm Word                    | Nominado  |
| 2015 | 51st Baeksang Arts Awards                   | Actor de TV más popular                                  | Kill Me, Heal Me                 | Nominado  |
| 2015 | 52nd Grand Bell Awards                      | Mejor nuevo actor                                        | The Chronicles of Evil           | Nominado  |
| 2015 | 36th Blue Dragon Film Awards                | Mejor nuevo actor                                        | The Chronicles of Evil           | Nominado  |
| 2015 | 36th Blue Dragon Film Awards                | Estrella popular                                         | The Chronicles of Evil           | Ganó      |
| 2015 | 4th APAN Star Awards                        | Premio a la excelencia, Actor en Miniseries              | Kill Me, Heal Me, She Was Pretty | Nominado  |
| 2015 | Fashionista Awards                          | Mejor fashionista masculino de TV                        | She Was Pretty                   | Ganó      |
| 2015 | MBC Drama Awards                            | Premio a la excelencia, Actor en Miniseries              | Kill Me, Heal Me, She Was Pretty | Ganó      |
| 2015 | MBC Drama Awards                            | Top 10 Stars Award                                       | Kill Me, Heal Me, She Was Pretty | Ganó      |
| 2015 | MBC Drama Awards                            | Premio a la popularidad, Actor                           | Kill Me, Heal Me, She Was Pretty | Ganó      |
| 2015 | MBC Drama Awards                            | Mejor pareja con Ji Sung                                 | Kill Me, Heal Me                 | Ganó      |
| 2015 | MBC Drama Awards                            | Mejor pareja con Hwang Jung Eum                          | She Was Pretty                   | Nominado  |
| 2018 | Best Actor                                  | 54th Baeksang Arts Award                                 | Fight for My Way                 | Nominado  |
| 2018 | Best Actor for Hallyu Dramas                | 13th Seoul International Drama Award                     | Fight for My Way                 | Ganó      |
| 2018 | Best Couple                                 | KBS WORLD Global Fan Award                               | Fight for My Way                 | Ganó      |
| 2018 | Best New Actor                              | 9th Korea Film Reporters Association Film Awards (KOFRA) | Midnight Runners                 | Ganó      |
| 2018 | Best New Actor                              | 23rd Chunsa Film Art Awards                              | Midnight Runners                 | Nominado  |
| 2018 | Top Excellence Award, Actor                 | 11th Korea Drama Award                                   | What’s Wrong With Secretary Kim? | Nominado  |
| 2018 | K-Star Actor Award                          | 6th APAN Star Award                                      | What’s Wrong With Secretary Kim? | Nominado  |
| 2018 | Top Excellence Award, Actor in a Miniseries | 6th APAN Star Award                                      | What’s Wrong With Secretary Kim? | Ganó      |
| 2018 | Beautiful Icon of the Year                  | COSMO Beauty Award                                       | -                                | Ganó      |
| 2018 | Special Merit Award                         | 8th Korea Tourism Award                                  | -                                | Ganó      |
| 2019 | AFA Rising Star Award                       | 13th Asian Film Award                                    | -                                | Ganó      |
| 2019 | Best Couple (junto a Park Min-young)        | 14th Annual Soompi Award                                 | What’s Wrong With Secretary Kim? | Nominado  |
| 2020 | Best Actor                                  | 56th Baeksang Arts Award                                 | Itaewon Class                    | Nominado  |
| 2020 | Grand Prize (Daesang)                       | 7th APAN Star Award                                      | Itaewon Class                    | Nominado  |
| 2020 | Popular Star Award, Actor                   | 7th APAN Star Award                                      | Itaewon Class                    | Nominado  |